# Gryllus zaisi
Gryllus zaisi är en insektsart som beskrevs av Otte, D., Toms och Cade 1988. Gryllus zaisi ingår i släktet Gryllus och familjen syrsor. Inga underarter finns listade i Catalogue of Life.